# A San Domingó-i őrült
A San Domingó-i őrült (olaszul: Il furioso all’isola di San Domingo) Gaetano Donizetti kétfelvonásos operája. A szövegkönyvet Jacopo Ferretti írta Miguel de Cervantes El ingenioso hidalgo Don Quijote de la Mancha című regénye alapján. A művet 1833. január 2-án mutatták be először a római Teatro della Valléban. 1827-ben átdolgozta a művet, ezt szeptember 1-jén mutatták be először a nápolyi Teatro Nuovóban. Magyarországon először 1836. január 16-án játszották a Pesti Városi Német Színházban, német nyelven. Magyar nyelven még nem játszották.

## Szereplők
| Szereplő   | Hangfekvés | Az ősbemutató szereposztása |
| ---------- | ---------- | --------------------------- |
| Fernando   | tenor      | Lorenzo Salvi               |
| Eleonora   | szoprán    | Elisa Orlandi               |
| Cardenio   | bariton    | Giorgio Ronconi             |
| Bartolomeo | basszus    | Filippo Valentini           |
| Marcella   | szoprán    | Marianna Franceschini       |
| Kaidamà    | basszus    | Ferdinando Lauretti         |

## Cselekménye
- Helyszín: az Antillák egyik szigetén, San Domingó-n

### Első felvonás
Cardenio, felesége Eleonora hűtlensége miatt megzavarodot és San Domingo szigetére menekült, ahol Bartolomeo, a kis manufaktúrát működtető telepes fogadta be. Cardenio mindenkiben hol ellenfelet, hol barátot lát, közben tiszta pillanataiban folyton Eleonorára gondol, akit még mindig reménytelenül szeret. Közben felesége és fivére, Fernando a keresésére indulnak. Eleonora hajója éppen a szigetnél fut zátonyra, így férj és feleség megint összekerülnek. Megérkezik Fernando is, s konstatálják, hogy Cardenio „megőrült”, semmire sem emlékszik korábbi életéből, a valós eseményeket valami furcsa látásmóddal szemléli és másként látja, mint ahogyan valóban megtörténnek. Elhatározzák, hogy együttes erőfeszítéssel megkísérlik visszahozni emlékezetét.

### Második felvonás
Cardenio mind zavarodottabb, egy alkalommal például úgy érzékeli, mintha elvesztette volna a látását. Máskor viszont látszólag értelmesen viselkedik. Egy váratlan pillanatban öngyilkosságot kísérel meg és a tengerbe veti magát. Nem esik komolyabb baja, de a sokk tudatára téríti és hirtelen mindenre emlékezni kezd. Előbb úgy gondolja, hogy csak felesége és saját halála hozhat megoldást helyzetére. Ekkor azonban Eleonora elismeri, hogy minden szenvedésének ő volt az okozója. Bocsánatkérése megenyhíti Cardenio lelkét, s kéz a kézben hazaindul feleségével.